# 邹友开
邹友开（1939年7月—），男，福建闽侯人，中国传媒人物、词作家，中央电视台文艺中心高级编辑、原主任。歌词代表作有《为了谁》、《好大一棵树》、《爱的桥梁》等。